# Койбальская степь
Койбальская степь (хак. Хаал чазы) — холмисто-увалистая местность между 53°04' и 53°40' с. ш. в междуречье Абакана и Енисея (Республика Хакасия) с чередованием пологих возвышенностей, песчаников, небольших замкнутых котловин (около 300—350 м над уровнем моря).
Русское название произошло от Койбальской степной думы, территория которой здесь располагалась.
Степное пространство в юго-западной части Южно-Минусинской котловины занимает всю территории Алтайского и северную часть Бейского районов.
Почвенный покров — обыкновенные выщелоченные и южные чернозёмы. По механическому составу почвы легко- и среднесуглинистые.
Климат резко континентальный с холодной зимой и жарким летом. Отмечается наибольшее в Хакасии количество дней в году с пыльными бурями.
Пахотные земли Койбальской степи подвержены сильной ветровой эрозии.
Среднегодовое количество осадков — от 295 до 414 мм.
В результате позднечетвертичных поднятий реки Енисей покинула территорию Койбальской степи, которая соответствует уровню I и II надпойменных террас. По рельефу это холмисто-увалистая равнина с чередованием пологих возвышенностей с абсолютными отметками 290—500 м, на которой поднимаются возвышенности высотой 450—600 м, бугристых песков, небольших замкнутых котловин, занятых солеными озёрами (оз. Сосновое, Солёное, Чёрное, Берёзовое, Черёмушки, Куринка и др.). Происхождение котловин связано с деятельностью реки Енисей — это старичные озёра.
Самым низким участком поверхности является район Койбальской оросительной системы, представляющей собой древнюю долину реки Енисей (293 м). Почвы — чернозёмы и каштановые малогумусовые, маломощные и среднемощные. Поверхность подвергается эоловым процессам. Аллювиальные пески между с. Аршаново и Шалгинов образуют гряды перевеянных (дюнных) песков. В Койбальской степи наиболее распространены полидоминантные мелкодерновинные злаковые степи. Ведущие виды злаков распространены на участке ассоциации диффузно, задернованность — 20 %, общее покрытие почвы растениями — 60-65 %, средняя видовая насыщенность — 33 вида. Биологическая продуктивность травостоя колеблется от 5,3 до 15,9 ц/га сухой массы в год. Отличные пастбища для овец. Меньше распространены в Койбальской степи крупнодерновинные ковыльные степи на чернозёмах обыкновенных и южных, часть их распахана. Эти степи более мезофильны, включают около 40 видов растений со значительным участием степных злаков и разнотравья, проективным покрытием от 75 до 90 %, задернованностью 20-30 % и продуктивностью 8,4-10,1 ц/га сухой массы. Из солонцеватых степей в Койбальской степи встречаются чиевые, колосняковые, пикульниковая, возникающие под влиянием пастбищной дигрессии.